# روودنا
روودنا (به چکی: Roudná) یک منطقهٔ مسکونی در جمهوری چک است که در منطقه تابور واقع شده‌است. روودنا ۳٫۶۵ کیلومتر مربع مساحت و ۵۲۱ نفر جمعیت دارد و ۴۰۰ متر بالاتر از سطح دریا واقع شده‌است.